# Trentepohlia nigropennata
Trentepohlia nigropennata är en tvåvingeart som beskrevs av Edwards 1928. Trentepohlia nigropennata ingår i släktet Trentepohlia och familjen småharkrankar. Inga underarter finns listade i Catalogue of Life.